# کارت‌پخش‌کن

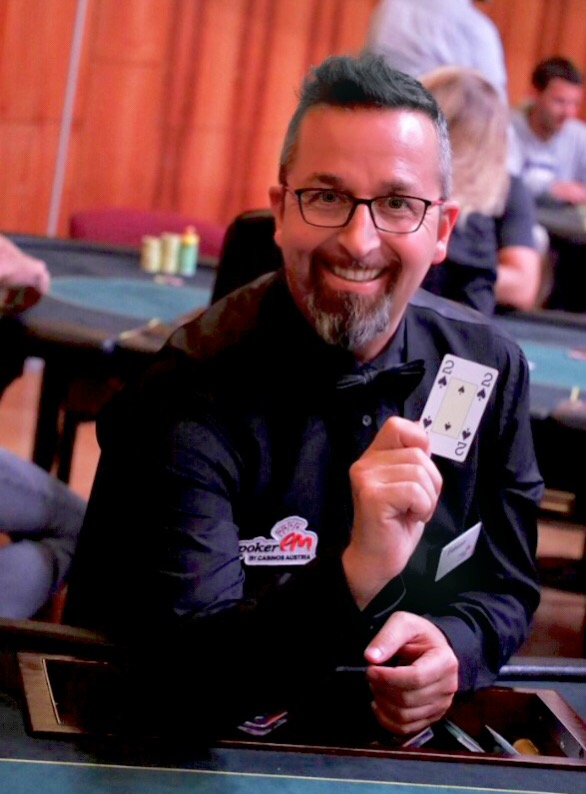
کارت پخش کن در بازی پوکر

کارت‌پخش‌کن یا به انگلیسی Dealer فردی است که در کازینوها در پشت میز بازی می‌ایستد و بازی‌های قمار را هدایت می‌کند. کارت پخش کن گاهی فقط مسئول توزیع کارت‌هاست یا گاهی اوقات یکی از بازیکن‌ها این مسئولیت را بر عهده دارد.
کارت‌پخش‌کن مسئول ادامه عادلانهٔ روند بازی و گردآوری پول‌ها، بر زدن، پخش ورق‌ها یا چرخاندن رولت، و پرداخت از طریق ژتون یا پول است.
کارت‌پخش‌کن ملزم به رعایت قوانین دقیقی است و کار کارت‌پخش‌کنی نیازمند انضباط و تمرکز بالا است. برای نمونه در بازی ۲۱ ورق‌پخش‌کن باید برای خود ورق‌هایی با مجموع ۱۶ بکشد و اگر مجموع شمارش‌ها ۱۷ یا بالاتر شد توقف کند؛ بنابراین ریسک کردن برای کارت‌پخش‌کن مجاز نیست.
در بازی رولت هم برای هر گام از بازی مانند قرار دادن توپک در چرخ، چرخاندن چرخ رولت، نمایاندن شماره‌های برنده و پرداخت ژتون‌های برندگان، روش و رویهٔ دقیقی وجود دارد که یک کارت‌پخش‌کن باید آن‌ها را به دقت رعایت کند.
برای جلوگیری از سوءتفاهم‌ها، کارت‌پخش‌کن اجازه ندارد مستقیماً از دست بازی‌کنندگان پولی بگیرد. بازی‌کنندگان بایستی برای خرید ژتون، پول خود را بر روی میز قرار دهند و با تکان سر، موافقت خود را با برداشته شدن پول توسط کارت‌پخش‌کن تأیید کنند.